# Serenata

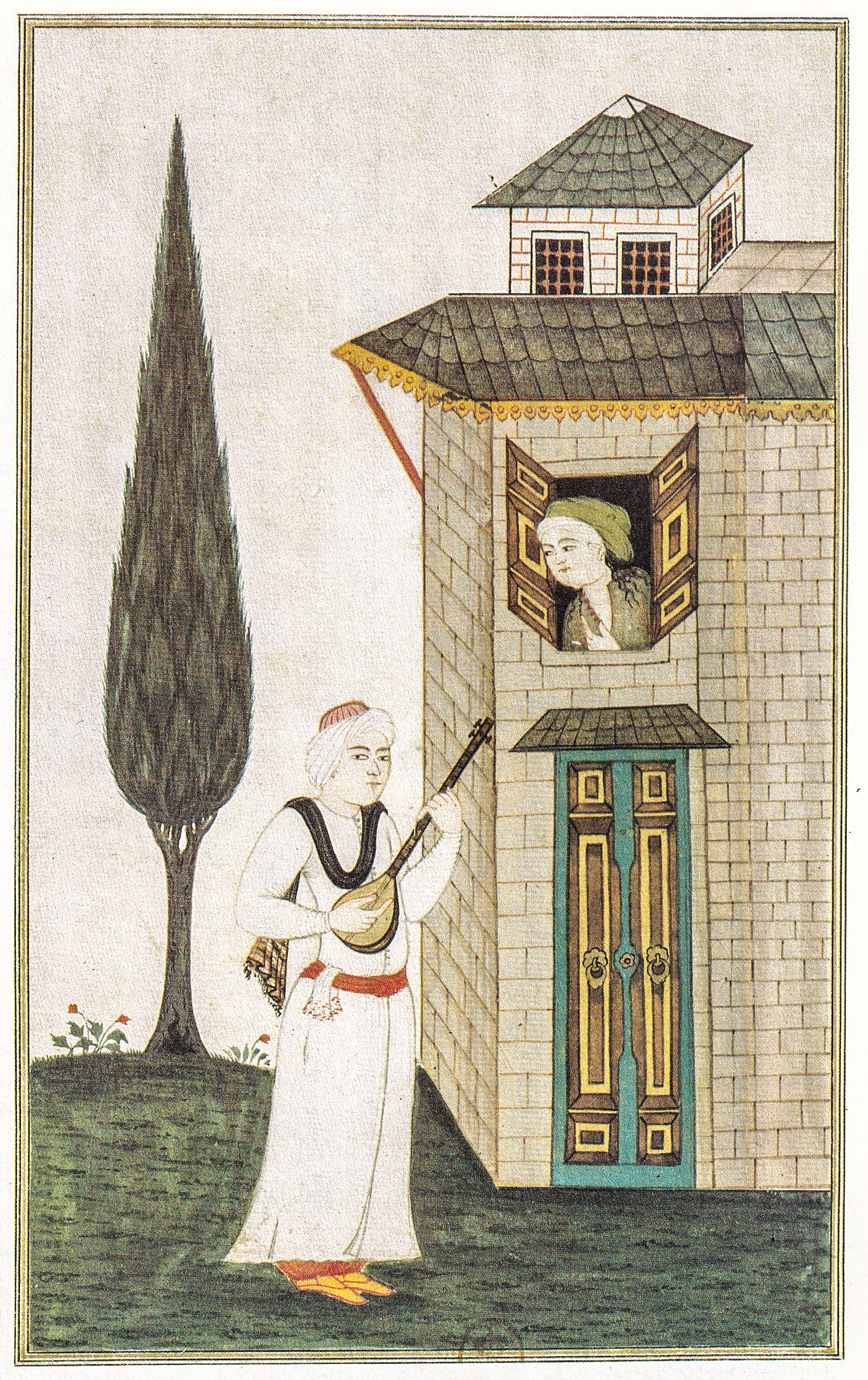

Serenata é uma canção e/ou performance musical em honra a alguém, geralmente uma donzela, com teor romântico. Serenatas são tipicamente calmas, musicalmente leves, e abrangem trechos musicais de pequena duração, usualmente cantados, tocados à noite, de preferência debaixo de uma janela.
A palavra "serenata" provém da Língua italiana, e deriva da palavra latina serenus.
Na tradição portuguesa e latina, é feitas por estudantes e ex-estudantes universitários, como um ato cultural, com especial relevância para os grupos de fado de Coimbra, para as tunas e para os grupos de serenatas amadores.
Na atualidade, no Brasil, serenatas são realizadas para se homenagear alguém, como uma surpresa, podendo ocorrer à noite ou mesmo durante o dia, com músicas escolhidas de acordo com as preferências musicais da pessoa homenageada, em especial músicas que se referem a amor e/ou amizade. As apresentações são realizadas em domicílio ou outro local escolhido para tal, geralmente por grupos de serenata contratados.

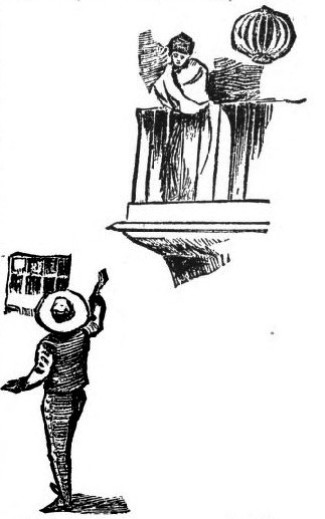
Uma serenata

## Eras clássica e romântica
O tipo mais importante e predominante de serenata na história da música é um trabalho para grande conjunto instrumental em múltiplos movimentos, relacionado ao divertimento, e principalmente sendo composto nos períodos clássico e romântico, embora existam alguns exemplos a partir do século XX. Normalmente, o caráter do trabalho é mais leve do que outros trabalhos de movimento múltiplo para grande conjunto (por exemplo, a sinfonia), com sintonia sendo mais importante do que o desenvolvimento temático ou intensidade dramática. A maioria destas obras são da Itália, da Alemanha, da Áustria e da Boêmia.
Entre os exemplos mais famosos da serenata do século XVIII estão os de Mozart, cujas serenatas contêm uma multiplicidade de movimentos que vão de quatro a dez. Suas serenatas eram muitas vezes peças puramente instrumentais, escritas para ocasiões especiais, como as encomendadas para cerimônias de casamento. As famosas serenatas de Mozart incluem Haffner, a Serenata notturna, e um de seus mais famosos trabalhos, Eine Kleine Nachtmusik.
No século XIX, a serenata se transformara em um trabalho de concertos, menos associado ao desempenho ao ar livre para ocasiões honorárias, e os compositores começaram a escrever serenatas para outros conjuntos. As duas serenatas de Johannes Brahms Brahms são mais ou menos sinfonias leves, talvez mais relacionadas com suítes, exceto que eles usam um conjunto que Mozart teria reconhecido: uma pequena orquestra - no caso da Serenata No. 2, uma orquestra inteiramente sem violinos.  Dvořák, Tchaikovsky, Josef Suk, Edward Elgar entre outros escreveram serenatas para cordas apenas, como fez Hugo Wolf, que escreveu um para quarteto de cordas (a Serenata Italiana).  Outros compositores a escreverem serenatas em estilo romântico incluem Ludwig van Beethoven, Hector Berlioz, Franz Schubert, Richard Strauss, Max Reger, Ethel Smyth e Jean Sibelius.

## Século XX
Alguns exemplos de serenatas no século XX incluem a Serenade for Tenor, Horn and Strings de Benjamin Britten, a Serenata em A para piano de Stravinsky, a Serenata para barítono e septeto, Op. 24 de Arnold Schoenberg, e alguns dos movimentos intitulados "serenata" no último quarteto para cordas de Shostakovich, o No. 15 (1974).  Ralph Vaughan Williams escreveu uma Serenade to Music (para 16 vozes em sola e orquestra) que estreou em 1938, enquanto Leonard Bernstein compôs sua Serenade after Plato's "Symposium" (para violino solo, cordas de harpa e percussão) em 1954. Essas serenatas modernas são adaptações livremente exploradas para o layout formal e instrumentação original da serenata.

## Forma
Uma serenata é geralmente de uma estrutura multimovimento, variando de quatro a dez movimentos. Eles geralmente são construídos com um movimento de abertura rápida, seguido por movimentos lentos do meio que alternam com os rápidos e fechar com um presto rápido ou movimento allegro. Há fortes influências da música de câmara, e serenatas podem ser sutilmente inserido em um programa de música de câmara. Uma serenata pode ser considerada em algum lugar entre uma suíte e uma sinfonia, mas é geralmente de uma natureza clara e romântica - casual e sem demasiados momentos excessivamente dramáticos.